# Babanusa
Babanusa (arabisch بابنوسة, DMG Bābanūsa) ist eine Stadt im sudanesischen Bundesstaat Gharb Kurdufan mit 31.759 Einwohnern (Zensus 2008). Die Stadt liegt im Gebiet des Tropischen Wechselklimas.

## Lage und Bedeutung
Die Stadt liegt auf etwa 453 Metern Höhe im Süden des Landes. Sie liegt am Kreuzungspunkt zweier wichtiger Bahnstrecken: die Bahnstrecke Khartum–Nyala führt von der Hauptstadt Khartum im Zentrum des Landes über Babanusa bis nach Nyala im Südwesten des Sudan, die Bahnstrecke Babanusa–Wau führt von Babanusa aus nach Süden bis nach Wau im Südsudan. Diese Strecke wird seit 2013 zwar nicht mehr befahren, mit Stand 2022 ist jedoch eine Wiedereröffnung im Gespräch. Auf der Straße ist die Stadt deutlich schlechter angebunden, sie ist lediglich über unbefestigte Straßen zu erreichen.

## Name
Das Wort Babanusa kommt von der arabischen Bezeichnung الأبنوس / al-Abanūs für den Ebenholzbaum.